# 多賀火山
多賀火山（たがかざん）とは静岡県の伊豆半島北東部に位置する火山である。本項では多賀火山と峰を連ねる湯河原火山（ゆがわらかざん）と宇佐美火山（うさみかざん）についても記述する。

## 概要
これらの火山は、フィリピンプレートに載った離島であった伊豆半島が、本州側のプレートと衝突、隆起して半島になりつつあった時期に形成された大型火山のうちの3つである。火山活動時は1000mを軽く越すほどの成層火山であったと考えられているが、現在では大きく浸食され、西側のなだらかな斜面にかつての面影を残す程度である。この3つの火山では南の宇佐美火山が最も古く、北の湯河原火山が最も新しい。そして湯河原火山は北に現在活動中の箱根火山に繋がっていく。これにより半島の火山活動が南から北へと移っていったことがわかる。
これらの火山は、1930年代に後の東京大学教授、日本火山学会会長である久野久によって研究が進んだ。火山の名は彼が山体西側の崩壊を見抜き、かつての山頂があった方向の温泉町の名を冠したことによる。
なお、これらの火山が浸食されて残った、南北に連なる山稜は富士箱根伊豆国立公園の一部に指定されており、それに沿う形で観光用の有料道路である伊豆スカイラインが通っている。この道路の脇には整備のために削られた箇所があり、露出した火山噴出物の地層を観察することができる。また、湯河原火山と多賀火山による山稜付近は丹那山地と呼ばれ、昭和初期には、この山地の下を東海道本線の丹那トンネルが難工事の末に貫通。後に新幹線用のトンネルも掘られ、熱函道路のトンネルも貫通し、この山地を越える移動が容易になった。なお、山地の西側には北伊豆断層帯があり、伊豆市の中心街方向へ断層谷を形成している。1930年（昭和5年）には、断層帯の丹那断層などが北伊豆地震を引き起こし、多数の死者を出している。

## 基本情報
| 湯河原火山 種類 - 成層火山 地質 - 玄武岩・安山岩 活動時期 - 約40万〜20万年前 最高地点 - 鞍掛山 位置 - 北緯35度10分33.7秒 東経139度1分32.5秒 | 多賀火山 種類 - 成層火山 地質 - 玄武岩・安山岩 活動時期 - 約70万〜30万年前 最高地点 - 玄岳 位置 - 北緯35度4分54秒 東経139度1分41秒座標: 北緯35度4分54秒 東経139度1分41秒 | 宇佐美火山 種類 - 成層火山 地質 - 安山岩 活動時期 - 約90万〜40万年前 最高地点 - 標高592mの無名峰 位置 - 北緯34度58分17.9秒 東経139度3分36.4秒 |

## 関係書籍
- 『伊豆の大地の物語』 静岡新聞社、2009年